# Beneluxtunnel
De Beneluxtunnel is een 1300 meter lange oeververbinding onder de Nieuwe Maas in Rotterdam en Schiedam voor motorvoertuigen (A4), fietsers en de Rotterdamse metro (Lijn C). Hij bestaat uit meerdere tunnelbuizen die Vlaardingen en Schiedam verbinden met Hoogvliet.

## Aanleiding en voorbereiding
In de jaren zestig was er grote behoefte aan meer oeververbindingen dan de Maastunnel en de diverse pontveren, wat heeft geleid tot de ruit om Rotterdam. Daarin wordt de oostelijke oversteek van de Maas sinds 1964 verzorgd door de Van Brienenoordbrug en de westelijke sinds 1967 door de eerste Beneluxtunnel.
De totstandkoming van de Beneluxtunnel is met name te danken aan de Vlaardingse burgemeester mr. Jan Heusdens. De geplande Rijksweg 19/Zoomweg tussen Vlaardingen en Schiedam stond in de jaren zestig niet hoog op de prioriteitenlijst van Rijkswaterstaat. Heusdens beijverde zich desondanks voor de totstandkoming van deze tunnel, die hij van groot belang achtte voor de ontwikkeling van Vlaardingen. Hij gaf de aanzet tot de oprichting van de NV Beneluxtunnel, een samenwerkingsverband van het bedrijfsleven en de gemeenten Rotterdam, Schiedam en Vlaardingen. Naast belanghebbende bedrijven participeerden de Kamers van Koophandel van Rotterdam en Vlaardingen in de NV.

## Eerste Beneluxtunnel

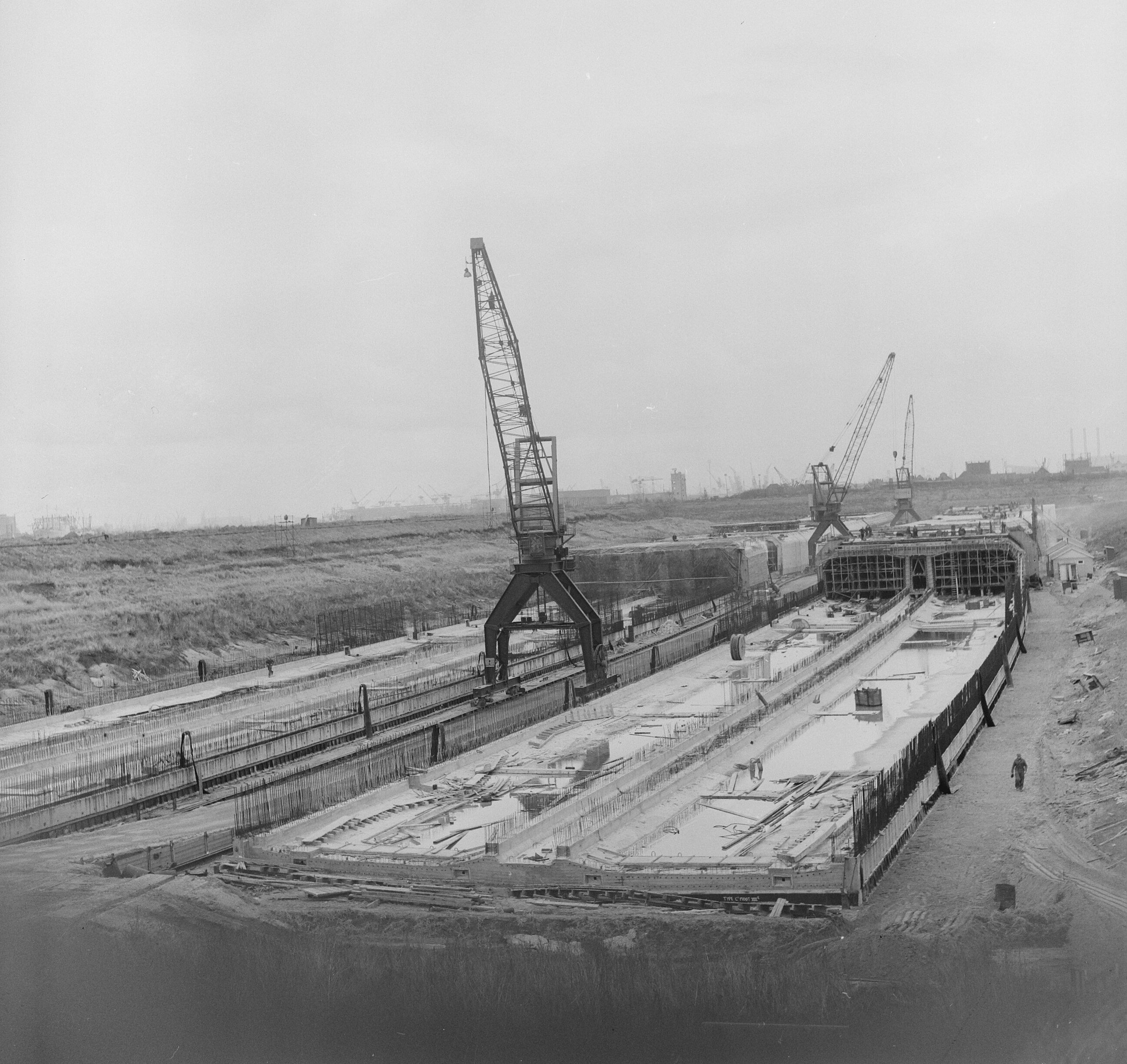
Bouw tunnel aan de zijde van Pernis, in 1965.

### Aanleg en opening
Door grenswijzigingen tijdens de aanleg kwam de tunnel niet op Vlaardings, maar op Schiedams grondgebied te liggen. Op de dag dat de tunnel werd geopend werd het wagenveer tussen Vlaardingen en Pernis opgeheven.

### Exploitatie

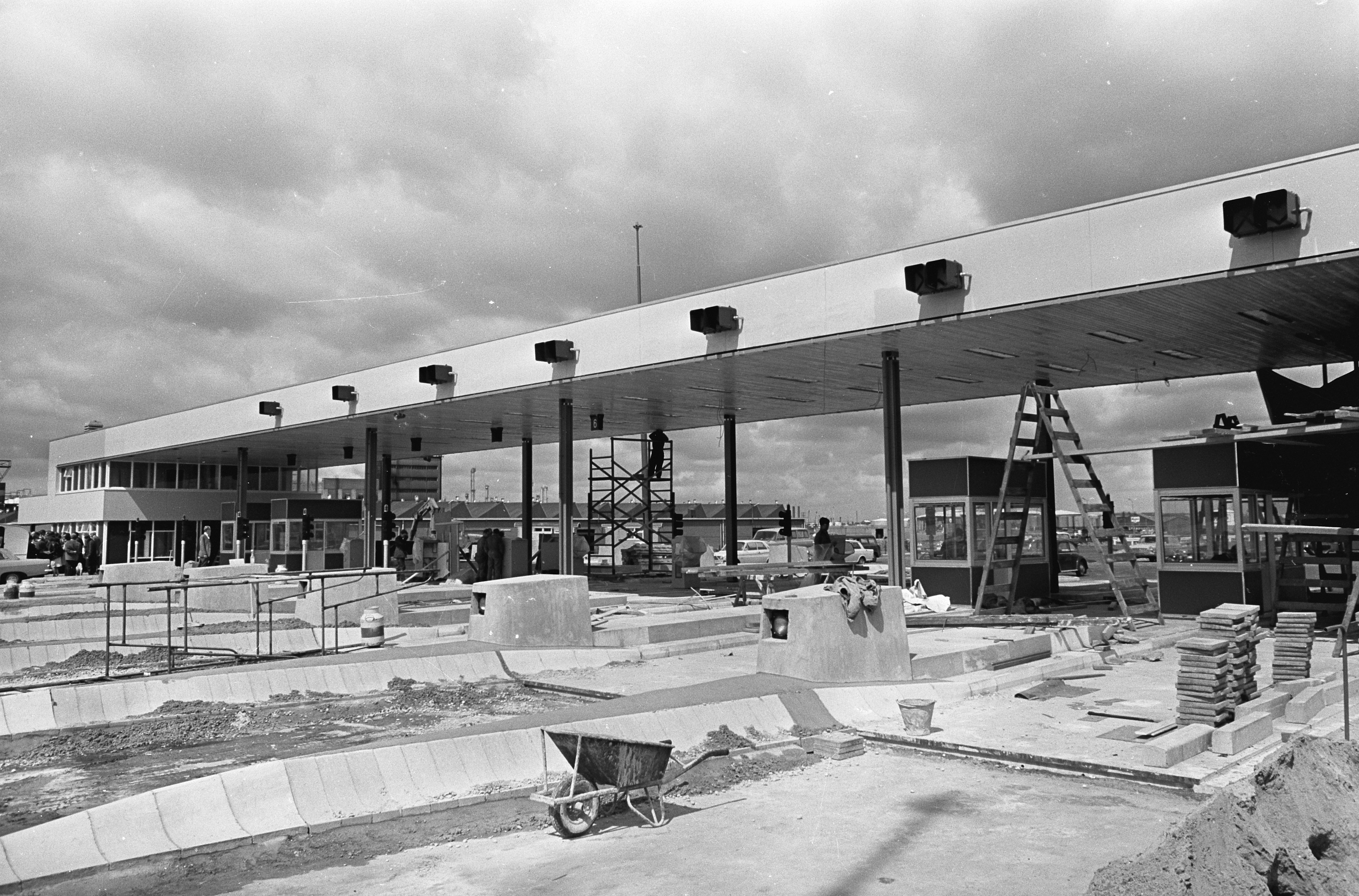
Een tolstation in aanbouw (1967)

Vanaf de opening op 5 juni 1967 is de Beneluxtunnel 12½ jaar een toltunnel geweest, geëxploiteerd door de NV Beneluxtunnel. Er was destijds een tolplein aan de zuidzijde van de tunnel. Personenauto's betaalden een gulden per passage, vrachtwagens een rijksdaalder (ƒ 2,50). Per 1 januari 1980 werd de tunnel overgenomen door het rijk, zodat de tol verdween.
In de Rotterdamse Ruit ligt aan de westzijde de A4 tussen het Kethelplein (N) en het Beneluxplein (Z) met daarin opgenomen de Beneluxtunnels.

## Tweede Beneluxtunnel
De toename van alle wegverkeer maakten de aanleg van een tweede Brienenoordbrug noodzakelijk. Uiteindelijk werd deze in 1989 vrijgegeven voor het wegverkeer. De files aan de oostzijde van Rotterdam waren hiermee opgelost. De problemen aan de westzijde werden hiermee niet voldoende opgelost. In 1993 is daarom door het kabinet besloten tot aanleg van de Tweede Beneluxtunnel. Om tot uitvoering over te kunnen gaan werden wel eisen gesteld aan de vormen van vervoer.
Opdracht voor het project Tweede Beneluxtunnel werd: file-oplossend en diverse vervoersvormen in één tunnel combineren, een snelle bouwtijd en de bestaande vervoersstromen zowel over het water (Nieuwe Maas) als de weg (A4) zo min mogelijk hinderen.
Bij de aanpak van bovengenoemde opdracht is gekozen voor oplossingen waarmee zowel de economische ontwikkeling van de Rotterdamse haven als ook het milieu gediend zijn. Dat betekent het mogelijk maken van het scheiden van niet strikt noodzakelijk autoverkeer van het economisch belangrijke verkeer en uiteraard het bieden van goede vervoersalternatieven. Dit is bereikt door niet alleen extra rijstroken aan te leggen maar vooral ook de realisatie van een goede fietsverbinding, een betere metroverbinding voor deze regio. De opening van de Tweede Beneluxtunnel, inclusief metro, vond plaats op 2 november 2002.
De veerdienst voor voetgangers en fietsers tussen Vlaardingen en Pernis is na de opening van de nieuwe tunnel beëindigd omdat de metro en de fietstunnel een goed alternatief vormen.
De tweede Beneluxtunnel is in 2003 onderscheiden met de Betonprijs.

## Tunnelbuizen
De nieuwe tunnel bestaat uit twee buizen voor het autoverkeer in noordelijke richting (buizen D en E), een wisselbaan (buis C), een fietstunnel en een metrotunnel (in gebruik voor metrolijn C). De oude tunnelbuizen A en B worden beide gebruikt voor het autoverkeer in zuidelijke richting.

### Vrachtverkeer
Tot 2017 mochten vrachtwagens buis B niet gebruiken, omdat de verkanting ontworpen was voor verkeer in noordelijke richting. Men vreesde dat vrachtwagens in zuidelijke richting te hoog zouden zijn voor het tunnelprofiel. Daardoor moesten ze, komend uit de Ketheltunnel, bij het voorsorteren richting Barendrecht, Dordrecht en Antwerpen verplicht twee rijbanen opschuiven, met een onrustig verkeersbeeld en vertragingen als gevolg. Toen doorrijprofielen echter aangaven dat de hoogte geen probleem was, is buis B vanaf 2 oktober 2017 opengesteld voor vrachtverkeer, eerst enkel als proef, vanaf december 2018 definitief.

### Doel en gebruik per buis
Alle tunnelbuizen voor autoverkeer hebben twee rijstroken, bij de uitgang van tunnelbuis A komt er meteen een derde strook bij. De tunnelbuizen kunnen als volgt worden opgesomd:
- Eerste Beneluxtunnel
  - Buis A bevat 2 rijstroken voor verkeer van noord naar zuid
  - Buis B bevat 2 rijstroken voor verkeer van noord naar zuid
- Tweede Beneluxtunnel
  - Buis C is 6,60 meter breed, heeft 1 rijstrook en was oorspronkelijk bedoeld als wisselstrook. Tegenwoordig gebruikt voor brommers en scooters.
  - Buis D is 9,85 meter breed, heeft 2 rijstroken voor verkeer van zuid naar noord
  - Tussen buis D en E bevindt zich een dienstkoker en tevens vluchtgang
  - Buis E is 9,85 meter breed, heeft 2 rijstroken voor verkeer van zuid naar noord
  - Buis F is 4 meter breed en bevat 2 rijstroken voor fiets- en voetgangersverkeer
  - Buis G is 4,35 meter breed en bevat 1 metrospoor
  - Buis H is 4,35 meter breed en bevat 1 metrospoor

## Foto's

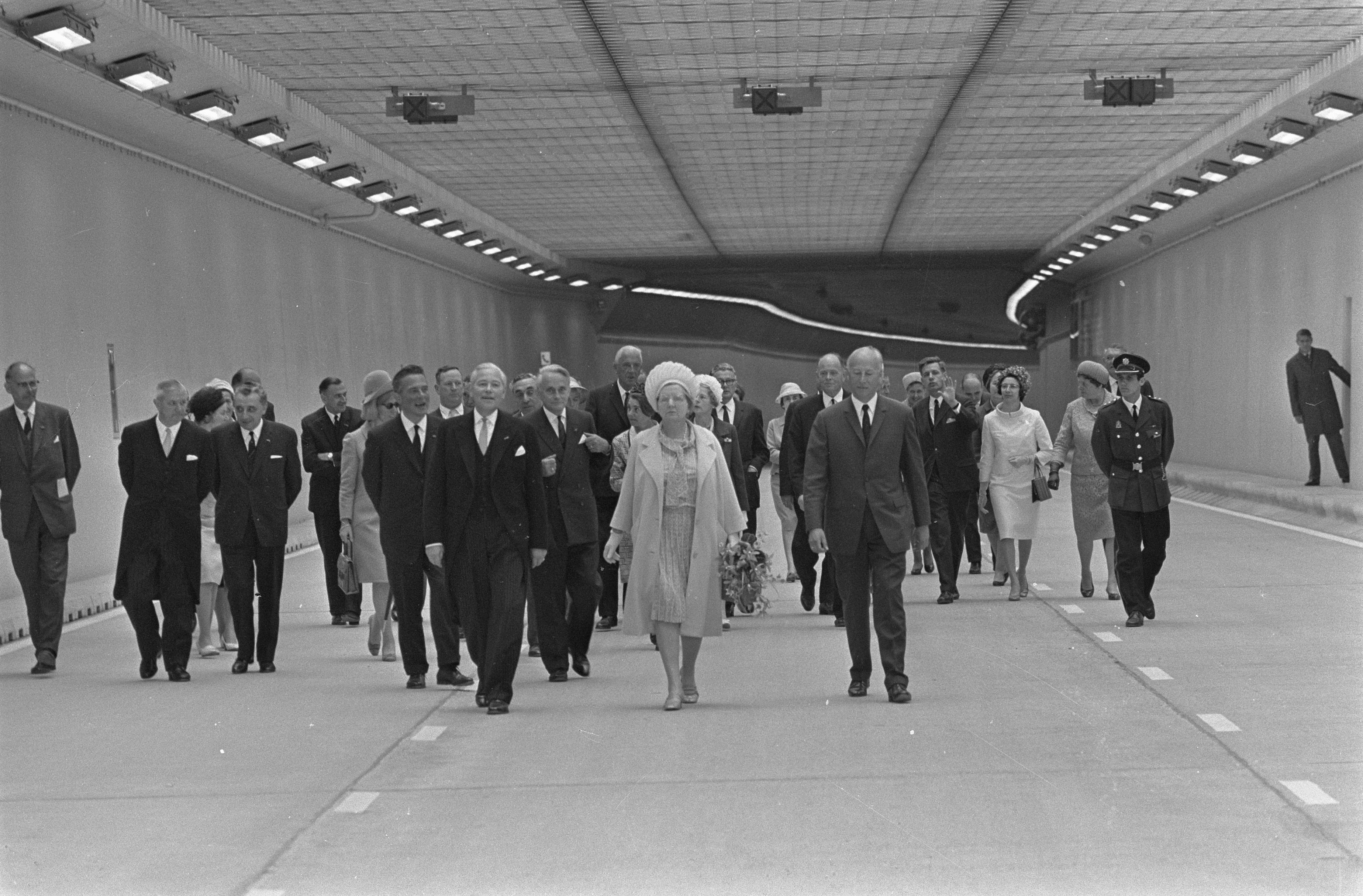
Opening door Koningin Juliana in 1967
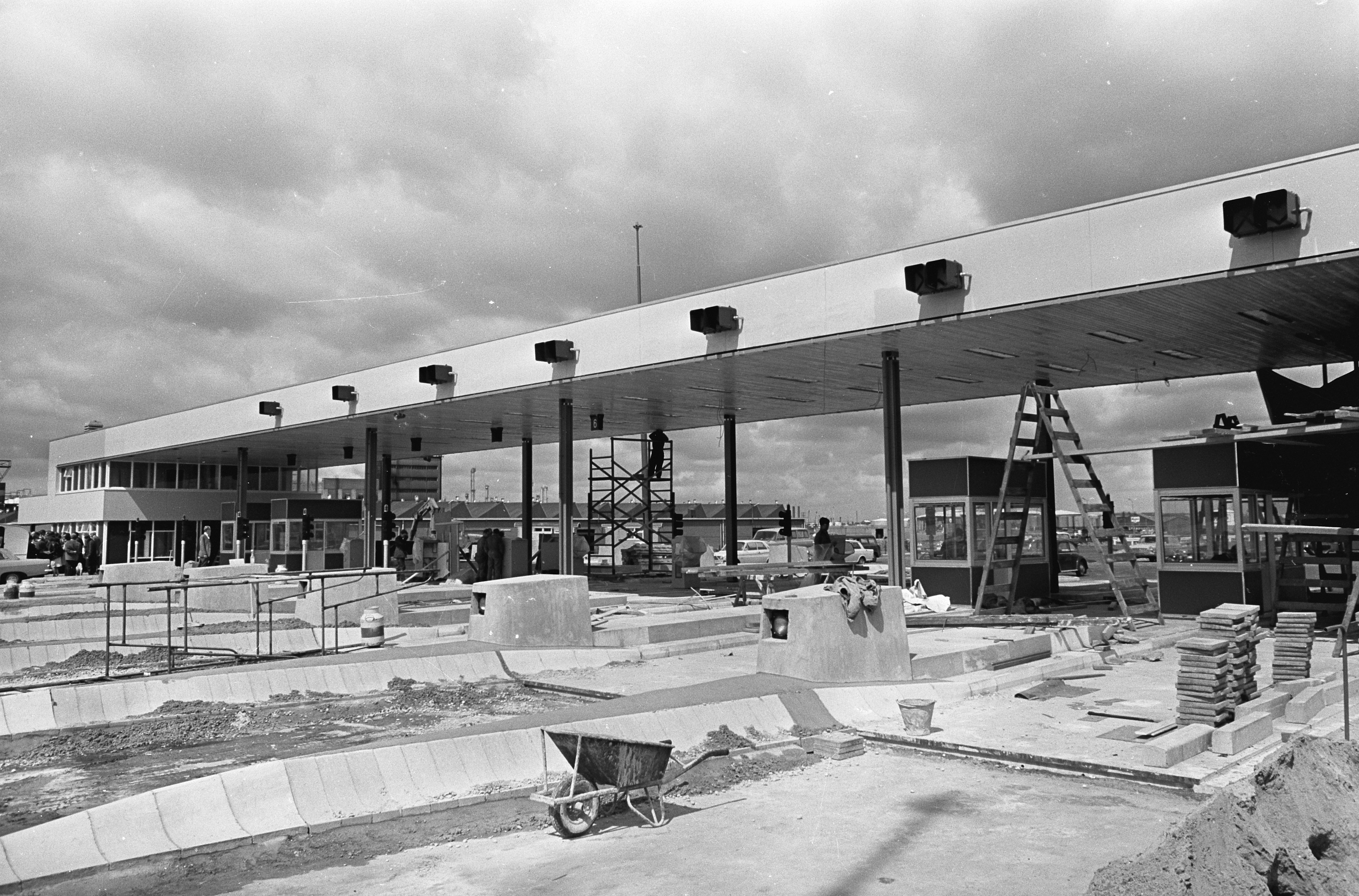
Bouw tolstation
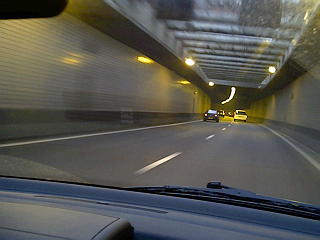
Beneluxtunnel
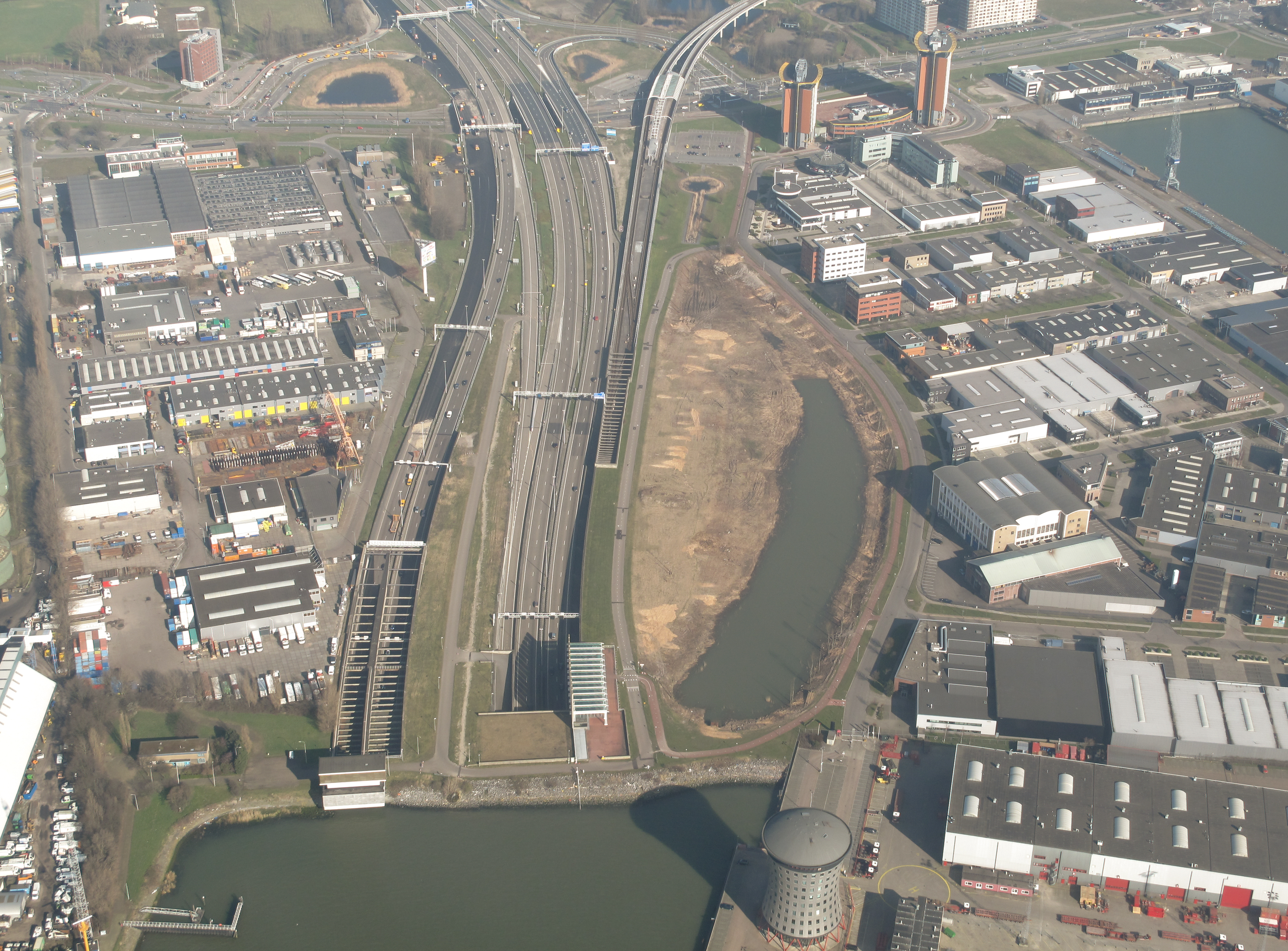
Beneluxtunnel, noordzijde (2014)
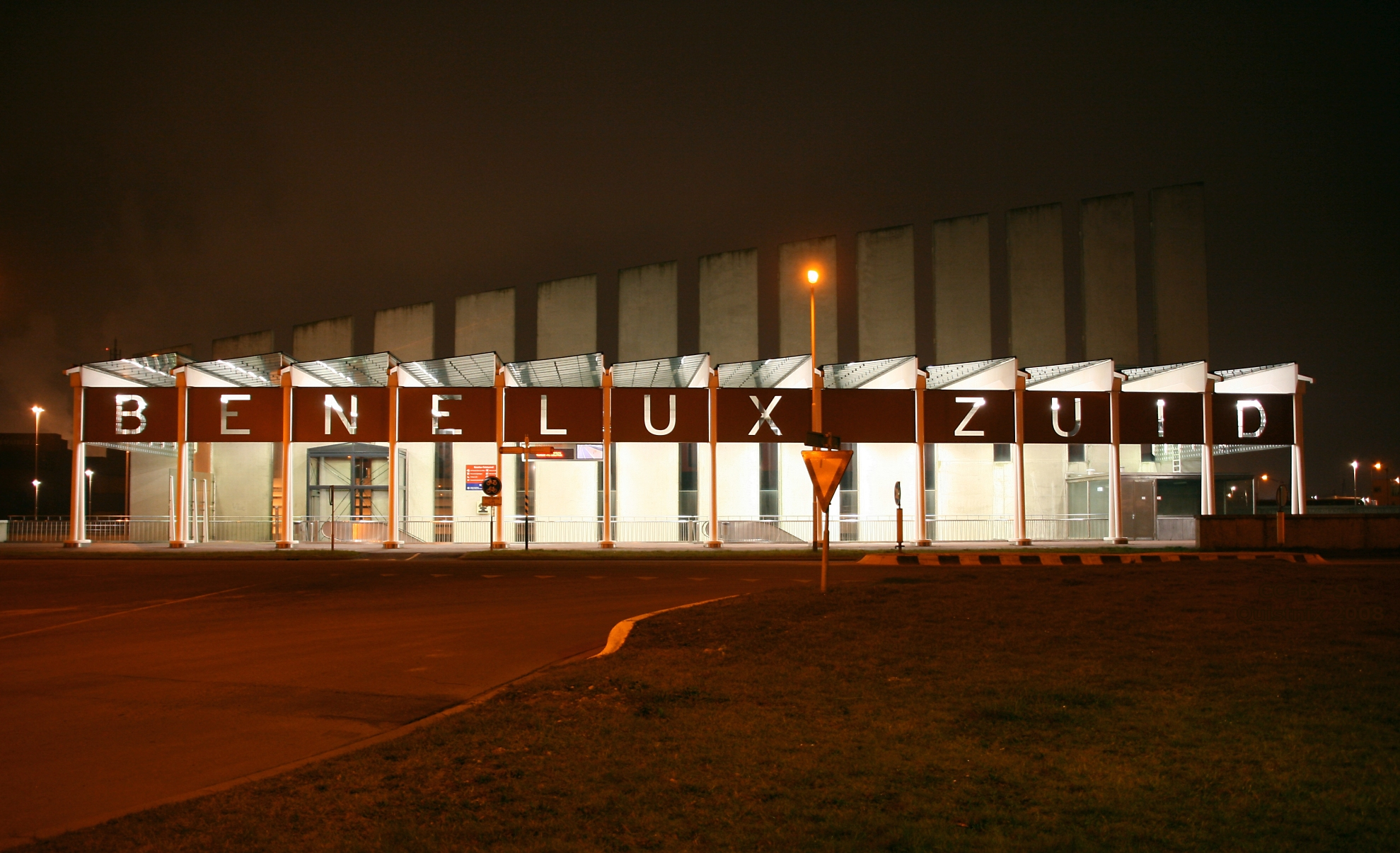
Ingang fiets- en voetgangerstunnel ZZ bij nacht
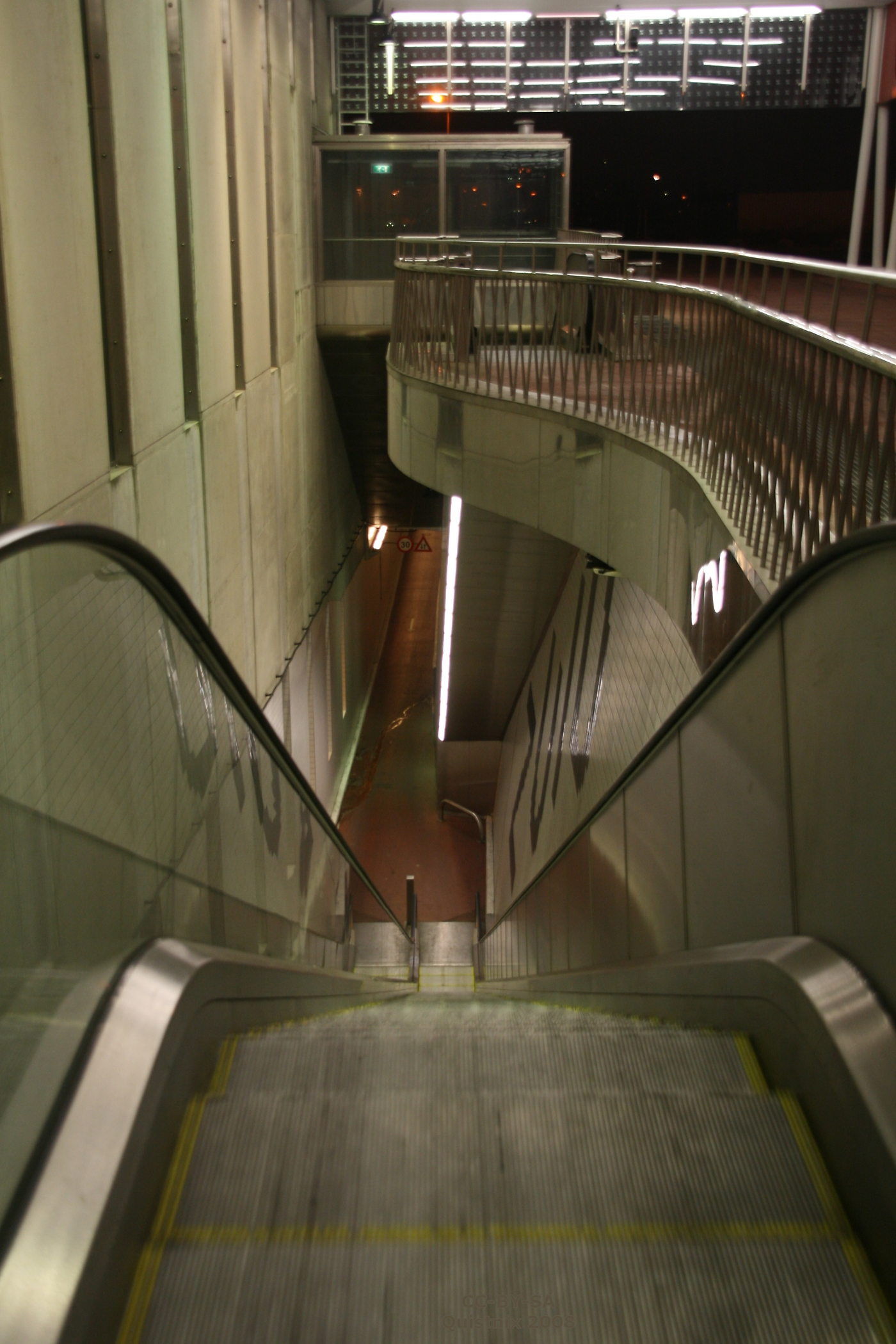
Net als bij de Maastunnel is er een roltrap voor fietsers